# Sumba (Ilhas Faroés)
Sumba é uma povoação das Ilhas Faroés, situada no sudoeste da ilha de Suðuroy, no sul do arquipélago. Constitui uma comuna com o mesmo nome, à qual pertencem também as localidades de Lopra, Akrar e Víkarbyrgi. O nome Sumba deriva do nome antigo Sunnbøur.
Encontra-se junto ao mar aberto, protegida pela montanha de Sumbiarhólmur. As inúmeras aves que visitam a montanha garantem um bom pasto, que permite a produção de carne de boa qualidade. Sendo uma montanha alta, separa Sumba das restantes povoações da ilha. É a única povoação situada na costa ocidental da ilha, para além de Fámjin. É conhecida como sendo uma das mais antigas povoações do arquipélago. Escavações lá realizadas mostraram vestígios de pessoas datando século VII. Pensa-se que os primeiros habitantes terão chegado da Irlanda, por volta do ano 625, e terão vivido em Akraberg. 
O acesso à povoação era difícil no Inverno, na altura das tempestades, antes das construção de um túnel, em 1997. Este permite uma circulação mais fácil das pessoas que trabalham em Vágur e moram em Sumba.   
Os naturais de Sumba são designados localmente como sumbingar, sendo conhecidos por terem desenvolvido uma forma muito própria de dançar a dança tradicional faroesa.
A sua igreja data de 1887.

## Cronologia
- 625 - Monges irlandeses estabelecem-se em Sumba (lenda).
- 1349 - Três homens de Akraberg sobrevivem à peste e casam-se com três mulheres sobreviventes.
- 1531 - Frederico I da Dinamarca nomeia Andreas Guttornsen, de Kálgardur, responsável por Sumba.
- 1627 - Um navio pirata naufraga em Sumbiarhólmur, deixando apenas um sobrevivente (lenda).
- 1884 - O ponto mais a sul do arquipélago, conhecido como Munkurin e também chamado Sumbiarsteinur, despenha-se parcialmente.
- 1977 - Um grupo de dança de Sumba ganha o prémio europeu de arte popular "den Europapreis für Volkskunst".
- 1997 - Aberto o túnel de Lopra.

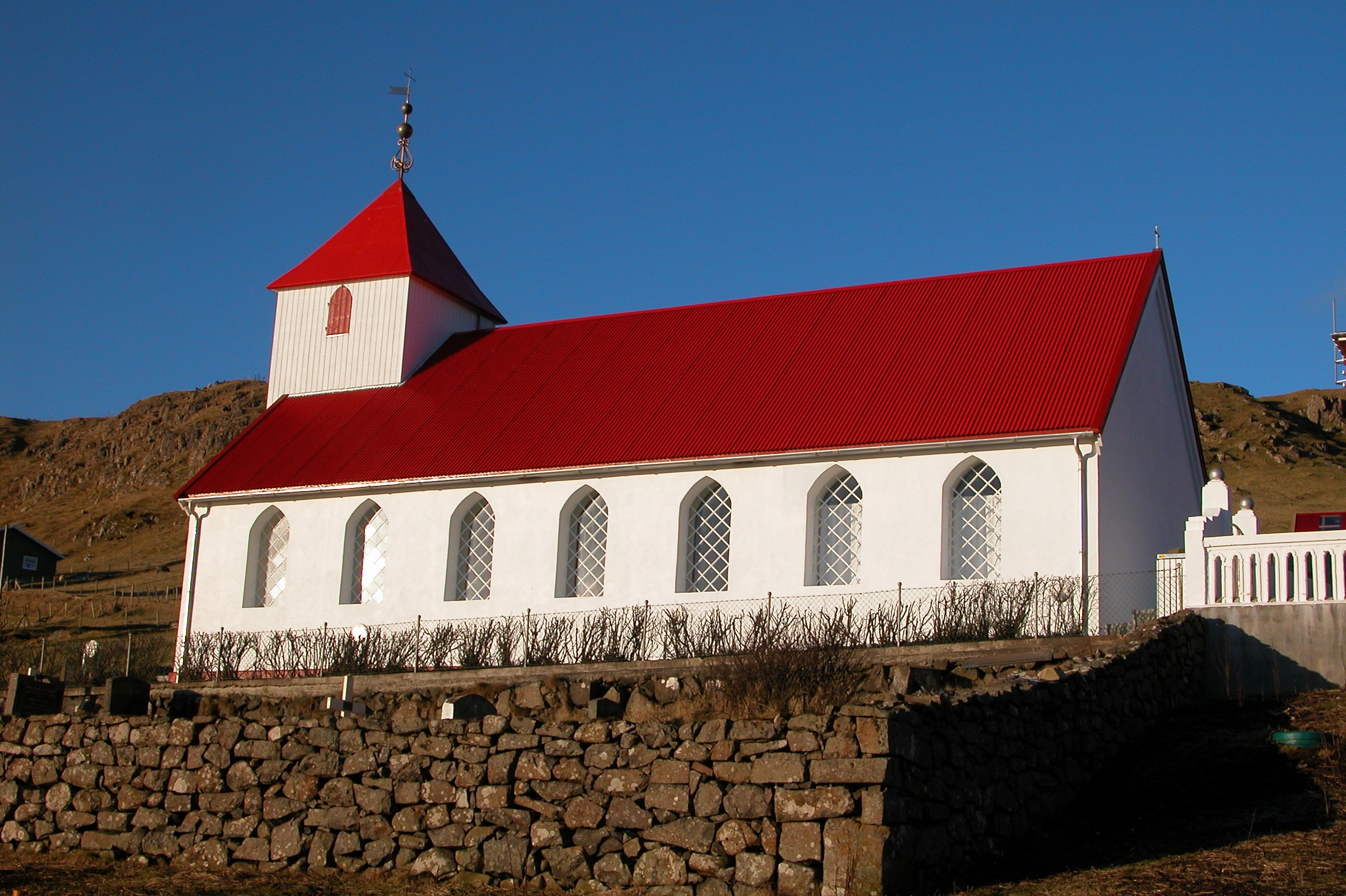
Igreja de Sumba
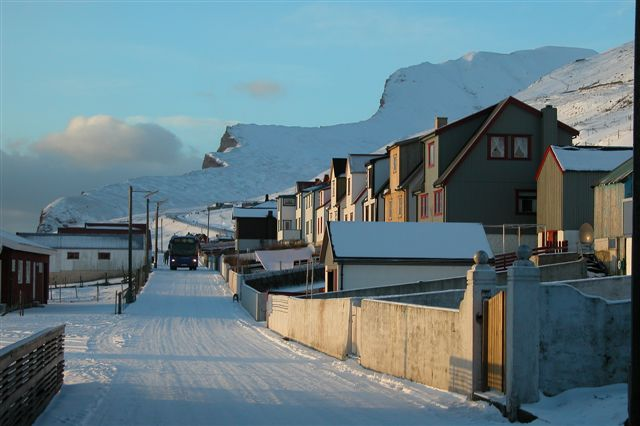
Sumba
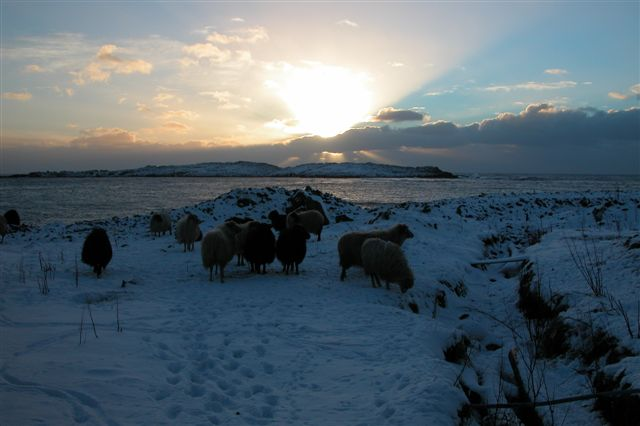
Sumba e Sumbiarhólmur